# Špindlerův Mlýn
Špindlerův Mlýn ([ˈʃpɪndlɛruːv ˈmliːn]?; tysk: Spindlermühle) er en landsby i det nordlige Tjekkiet, nær grænsen til Polen, med 1.152 (2024) indbyggere. Den ligger i bjergområdet Krkonoše, som er en del af Sudeterne. Landsbyen ligger over 700 meter over havet, ved mødestedet mellem floderne Elben og Dolský potok, samt er omkranset af bjerge som Kozí hřbety og Medvědín.
Den omkringliggende regionen har traditionelt været kendt for minedrift. Udvinding af sølv og kobber er beskrevet tilbage til det 16. århundrede. Selve landsbyen Špindlerův Mlýn regnes imidlertid for være grundlagt i slutningen af det 18. århundrede af skovarbejdere som indvandrede fra Schlesien. I 1784 var der opført fem hytter, en mølle og et skovhus. Møllen tilhørte Špindler-familien, og blev et naturligt mødested for landsbyens beboere. 13. juli 1793 godkendte kejseren af det Habsburgske monarki, Frans II, etableringen af en menighed og opførelsen af en kirke, som skulle erstatte den forfaldne bygning i Svatý Petr.
Siden midten af det 19. århundrede har turisme udviklet sig til at blive en vigtigere levevej og udviklingen tog yderligere fart i det 20. århundrede.
Byen er et populært rejsemål for skiturister og har en overnatningskapacitet på omkring 10.000 senge. Skisportsområdet har 16 lifter, 25 km piste og 92 km landrendsløjper, hvilket gør det til Tjekkiets største skisportssted.